# روبي راي (مصورة)
روبي راي (بالإنجليزية: Ruby Ray)‏ هي مصورة أمريكية، ولدت في 1952.